# Венгерско-индийские отношения
Венгерско-индийские отношения — двусторонние дипломатические отношения между Венгрией и Индией. Посольство Индии находится в Будапеште, а Венгрии — в Нью-Дели. Кроме того, Венгрия имеет 2 почётных консульства в Ченнаи и Калькутте и одно генеральное консульство в Мумбаи.
Обе страны являются полноправными членами Всемирной торговой организации и Организации Объединённых Наций.

## История
Исторически Венгрия и Индия поддерживали тесные и дружеские отношения. Дипломатические отношения были установлены 18 ноября 1948 года.
В 1951 году Венгрия открыла посольство в Нью-Дели. В 1959 году дипломатические отношения были повышены до уровня послов.
Роль Индии в революции 1956 года имела для Венгрии большое значение: вмешательство Индии спасло жизнь Арпада Гёнца, будущего президента республики. В последующие десятилетия Индия развивала многогранные, содержательные, близкие и дружеские отношения с Венгрией, которые стали ещё крепче и динамичнее после смены власти.
При социалистическом правительстве между двумя странами было подписано всего 3 значимых соглашения: в 1962 конвенция о культурном сотрудничестве. В 1966 году — Воздушная конвенция. В 1976 году — Конвенция по здравоохранению. После демократизации их дипломатические отношения значительно улучшились. В период с 1991 по 2016 страны заключили 17 соглашений, не считая экономических.
В 2019 году венгерское правительство также выразило поддержку Индии в вопросе Кашмира и протестах против внесения поправок в закон о гражданстве.
Венгрия поддерживает членство Индии в Совете Безопасности ООН и ЭКОСОС.

## Торговля
В 2021 году Венгрия экспортировала в Индию товаров на сумму 389 миллионов долларов США, при этом наиболее важными продуктами стали антибиотики, лабораторная керамика и шарикоподшипники. Примечательно, что за последние 26 лет венгерский экспорт в Индию увеличивался в среднем на 10,6 % в год. В 2021 году стоимость индийского импорта в Венгрию достигла 642 млн долларов США, при этом наиболее важными товарами стали навигационное оборудование, а также лекарственные средства. За последние 26 лет импорт Индии также значительно вырос, составив в среднем 11,4 % в год.
Венгерский экспорт так же основан на технологиях, промышленных товарах, автомобилях, телекоммуникациях и IT, но правительство Орбана стремится развивать экспорт сельскохозяйственных и пищевых продуктов и услуг. Индийские компании инвестировали в Венгрию более 2 миллиардов долларов. Существуют различные области сотрудничества, включая сотрудничество в области исследований и разработок, автомобильных компонентов, здравоохранения, станков, сельскохозяйственной техники, нетрадиционной энергетики, электрооборудования, электроники, информационных технологий, фармацевтики и высшего образования. Индийские фирмы обеспечивают работой более 10 000 человек в Венгрии.

## Культура
В 1978 году Венгрия стала первой европейской страной, которая основала независимый культурный центр в Нью-Дели. Индийский культурный центр в Будапеште был официально открыт в ноябре 2010 года, а с августа 2014 года он носит название «Культурный центр Амриты Шер-Гил». Важной частью проявления индийской культуры за рубежом является йога, которая приобрела популярность в Венгрии. Две страны также тесно сотрудничают в сфере образования. В рамках программы «Stipendium Hungaricum» ежегодно выделяется 200 стипендиальных мест индийским студентам, обучающимся в венгерских высших учебных заведениях.
Партнёрство также имеет решающее значение в области исследований и разработок, и для координации этой деятельности был создан Венгерско-индийский совместный комитет по науке и технологиям, который в последний раз собирался в 2018 году.